# United Nations Guards Contingent in Iraq

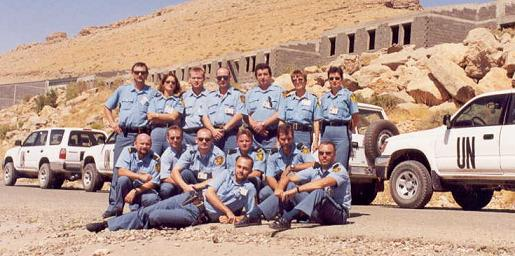
Jeden z kontingentů České republiky v UNGCI.

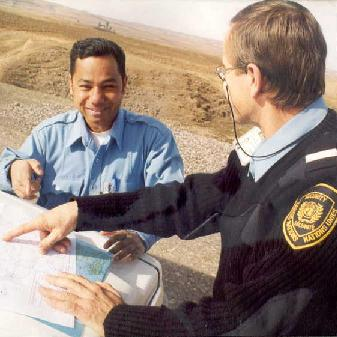
Příslušníci UNGCI při pravidelné patrole.

UNGCI (United Nations Guards Contingent in Iraq) je název humanitární strážní mise Organizace spojených národů v Iráku, která byla zřízena v roce 1991 na základě memoranda o porozumění mezi OSN a vládou Iráku k ochraně pracovníků humanitárních organizací a vytvoření pocitu bezpečí pro menšiny - Kurdy (na severu země) a šíity (na jihu země). Mise byla zakotvena v rezolucích Rady bezpečnosti OSN č. 706/1991 a 712/1991.
Hlavním úkolem mezinárodních vojenských a policejních sil bylo zajišťování bezpečnosti agentur OSN, které rozdělovaly potraviny, zdravotnické potřeby a další humanitární pomoc iráckému lidu. Příslušníci UNGCI působili ve třech severních provinciích (Dohuk, Erbil, Sulejmánie) a na jihu (Basra), styčný tým pracoval v Bagdádu.
Na rozdíl od jiných mírových operací OSN byla UNGCI financována ze zvláštního rozpočtu a byla odlišná i v několika jiných aspektech, její příslušníci například nenosili národní uniformy, ale používali uniformu bezpečnostní služby OSN.
Jedním ze států, které se účastnily UNGCI, byla i Česká republika.
Mise UNGCI ukončila činnost v roce 2003.